# Volley Masters Montreux 2007
Volley Masters Montreux 2007

## Wstęp
W roku 2007 turniej Volley Masters Montreux trwał od 5 do 10 czerwca. Brało w nim udział 8 reprezentacji siatkarskich:
- Polska
- Serbia
- Rosja
- Chiny
- Niemcy
- Holandia
- Kuba
- Turcja

## Składy drużyn

### Skład reprezentacji Polski
| Nr | Nazwisko                  | Data ur. | Wiek | Pozycja      | Klub                                    |
| -- | ------------------------- | -------- | ---- | ------------ | --------------------------------------- |
| 2  | Mariola Zenik             | 03.07.82 | 25   | libero       | Zarieczje Odincowo                      |
| 3  | Eleonora Dziękiewicz      | 25.10.78 | 29   | środkowa     | SSK Winiary Kalisz                      |
| 6  | Anna Podolec              | 30.10.85 | 22   | atakująca    | Bałakowo                                |
| 7  | Joanna Frąckowiak         | 04.07.86 | 21   | przyjmująca  | IDM SA Swarzędzkie Meble AZS-AWF Poznań |
| 8  | Dorota Świeniewicz        | 27.07.72 | 35   | przyjmująca  | BKS Aluprof Bielsko-Biała               |
| 9  | Agnieszka Bednarek        | 20.02.86 | 21   | środkowa     | PTPS Farmutil Piła                      |
| 10 | Agnieszka Kosmatka        | 17.08.78 | 29   | atakująca    | PTPS Farmutil Piła                      |
| 11 | Magdalena Godos           | 12.09.83 | 24   | rozgrywająca | SSK Winiary Kalisz                      |
| 12 | Milena Sadurek            | 18.10.84 | 23   | rozgrywająca | BKS Aluprof Bielsko-Biała               |
| 13 | Milena Rosner             | 04.01.79 | 28   | przyjmująca  | Spar Teneryfa Marichal                  |
| 14 | Maria Liktoras            | 20.02.75 | 32   | środkowa     | AES Bałakowo Bałakowskaja               |
| 18 | Joanna Staniucha-Szczurek | 05.12.81 | 26   | przyjmująca  | BKS Aluprof Bielsko-Biała               |

### Skład reprezentacji Niemiec
| Nr | Nazwisko            | Data ur. | Wiek | Pozycja      | Klub                  |
| -- | ------------------- | -------- | ---- | ------------ | --------------------- |
| 1  | Maren Brinker       | 10.07.86 | 21   | przyjmująca  | Bayer 04 Leverkusen   |
| 2  | Kathleen Weiss      | 02.02.84 | 23   | rozgrywająca | Schweriner SC         |
| 4  | Kerstin Tzscherlich | 15.02.78 | 29   | libero       | Dresdner SC           |
| 6  | Patricia Thormann   | 09.11.79 | 28   | środkowa     | Schweriner SC         |
| 8  | Cornelia Dumler     | 22.01.82 | 25   | przyjmująca  | Tecnomec Volley Forli |
| 9  | Mareen Apitz        | 26.03.87 | 20   | rozgrywająca | Dresdner SC           |
| 10 | Anne Matthes        | 30.04.85 | 22   | przyjmująca  | Dresdner SC           |
| 11 | Christiane Fürst    | 29.03.85 | 22   | środkowa     | Dresdner SC           |
| 15 | Angelina Grün       | 02.12.79 | 28   | przyjmująca  | Foppapedretti Bergamo |
| 16 | Margarethe Kozuch   | 30.10.86 | 21   | przyjmująca  | NA Hamburg            |
| 17 | Dominice Steffen    | 17.12.87 | 20   | przyjmująca  | NA Hamburg            |
| 18 | Corina Ssuschke     | 09.05.83 | 24   | środkowa     | Dresdner SC           |

### Skład reprezentacji Rosji
| Nr | Nazwisko               | Data ur. | Wiek | Pozycja      | Klub                         |
| -- | ---------------------- | -------- | ---- | ------------ | ---------------------------- |
| 1  | Julija Sedowa          | 08.01.85 | 22   | środkowa     | Awtodor-Metar Czelabińsk     |
| 3  | Natalja Alimowa        | 09.12.78 | 29   | środkowa     | Leningradka Sankt Petersburg |
| 4  | Olga Fatiejewa         | 04.05.84 | 23   | atakująca    | Zarieczje Odincowo           |
| 6  | Anna Iwanowa           | 20.11.87 | 20   | środkowa     | Tulica Tułmasz Tuła          |
| 7  | Natalja Safronowa      | 06.02.79 | 28   | przyjmująca  | Zarieczje Odincowo           |
| 8  | Jekatierina Margackaja | 22.11.84 | 23   | przyjmująca  | Awtodor-Metar Czelabińsk     |
| 9  | Swietłana Kriuczkowa   | 21.02.85 | 21   | libero       | Stinoł Lipieck               |
| 11 | Jekatierina Gromowa    | 13.09.86 | 21   | przyjmująca  | AES Bałakowo Bałakowskaja    |
| 13 | Maria Żadan            | 06.02.83 | 24   | rozgrywająca | Dinamo Moskwa                |
| 15 | Lesja Mahno            | 04.09.81 | 26   | przyjmująca  | Dinamo Moskwa                |
| 16 | Julija Mierkułowa      | 17.02.84 | 23   | środkowa     | Zarieczje Odincowo           |
| 18 | Marina Akułowa         | 13.12.85 | 22   | rozgrywająca | Samorodok Chabarowsk         |

### Skład reprezentacji Holandii
| Nr | Nazwisko           | Data ur. | Wiek | Pozycja      | Klub                     |
| -- | ------------------ | -------- | ---- | ------------ | ------------------------ |
| 1  | Kim Staelens       | 07.01.82 | 25   | rozgrywająca | DELA Martinus Amstelveen |
| 4  | Chaīne Staelens    | 07.11.80 | 27   | przyjmująca  | DELA Martinus Amstelveen |
| 6  | Mirjam Orsel       | 01.04.78 | 29   | środkowa     | ARKE/Pollux Oldenzaal    |
| 7  | Elke Wijnhoven     | 03.01.81 | 26   | libero       | DELA Martinus Amstelveen |
| 8  | Alice Blom         | 07.04.80 | 27   | przyjmująca  | DELA Martinus Amstelveen |
| 9  | Floortje Meijners  | 16.01.87 | 20   | atakująca    | DELA Martinus Amstelveen |
| 10 | Janneke van Tienen | 29.05.79 | 28   | libero       | DELA Martinus Amstelveen |
| 11 | Caroline Wensink   | 04.08.84 | 23   | środkowa     | DELA Martinus Amstelveen |
| 12 | Manon Flier        | 08.02.84 | 23   | atakująca    | DELA Martinus Amstelveen |
| 14 | Riëtte Fledderus   | 18.10.77 | 30   | rozgrywająca | DELA Martinus Amstelveen |
| 16 | Debby Stam         | 24.07.84 | 23   | przyjmująca  | DELA Martinus Amstelveen |
| 17 | Carlijn Jans       | 24.07.87 | 20   | środkowa     | DELA Martinus Amstelveen |

### Skład reprezentacji Turcji
| Nr | Nazwisko              | Data ur. | Wiek | Pozycja      | Klub                    |
| -- | --------------------- | -------- | ---- | ------------ | ----------------------- |
| 2  | Gülden Kayalar        | 05.12.80 | 27   | libero       | Eczacıbaşı Stambuł      |
| 3  | Nihan Yeldan          | 07.02.82 | 25   | libero       | Vakifbank Günes Stambuł |
| 5  | Aysun Özbeck          | 18.03.77 | 30   | środkowa     | Vakifbank Günes Stambuł |
| 6  | Gökçen Denkel         | 02.08.85 | 21   | środkowa     | Eczacıbaşı Stambuł      |
| 10 | Gözde Kirdar          | 26.06.85 | 22   | libero       | Vakifbank Günes Stambuł |
| 11 | Pelin Çelik           | 23.05.82 | 25   | rozgrywająca | Fenerbahçe SK           |
| 12 | Esra Gümüs            | 02.10.82 | 25   | przyjmująca  | Eczacıbaşı Stambuł      |
| 13 | Çigdem Rasna          | 05.06.76 | 31   | atakująca    | Fenerbahçe SK           |
| 14 | Elif Agca             | 10.02.84 | 23   | rozgrywająca | Vakifbank Günes Stambuł |
| 15 | Eda Erdem             | 22.06.87 | 20   | środkowa     | Beşiktaş JK             |
| 16 | Seda Tokatlioglu      | 25.06.86 | 21   | środkowa     | Fenerbahçe SK           |
| 17 | Neslihan Demir Darnel | 09.12.83 | 24   | atakująca    | Spar Teneryfa Marichal  |
| 18 | Ebru Elhan            | 19.02.82 | 25   | przyjmująca  | Emlak Toki              |

### Skład reprezentacji Chin
| Nr | Nazwisko      | Data ur. | Wiek | Pozycja      | Klub     |
| -- | ------------- | -------- | ---- | ------------ | -------- |
| 2  | Han Xu        | 28.10.87 | 20   | rozgrywająca | Pekin    |
| 3  | Yang Hao      | 21.03.80 | 27   | przyjmująca  | Liaoning |
| 4  | Liu Yanan     | 29.09.80 | 27   | środkowa     | Liaoning |
| 5  | Wei Qiuyue    | 26.09.88 | 19   | rozgrywająca | Tianjin  |
| 6  | Xu Yunli      | 02.08.87 | 20   | środkowa     | Fujian   |
| 7  | Zhou Suhong   | 23.04.79 | 28   | atakująca    | Zhejiang |
| 8  | Xue Ming      | 23.02.87 | 20   | środkowa     | Pekin    |
| 9  | Zhang Yuehong | 03.02.83 | 24   | przyjmująca  | Liaoning |
| 10 | Sun Xiaoqing  | 05.01.85 | 22   | przyjmująca  | Army     |
| 11 | Li Juan       | 10.04.82 | 25   | atakująca    | Tianjin  |
| 15 | Zhang Xian    | 16.03.85 | 22   | libero       | Yunnan   |
| 17 | Ma Yunwen     | 19.10.86 | 21   | środkowa     | Szanghaj |

### Skład reprezentacji Serbii
| Nr | Nazwisko            | Data ur.   | Wiek | Pozycja      | Klub                  |
| -- | ------------------- | ---------- | ---- | ------------ | --------------------- |
| 1  | Jelena Nikoliċ      | 13.04.82   | 25   | przyjmująca  | Megius Volley Padova  |
| 2  | Jasna Majstroviċ    | 23.04.84   | 23   | przyjmująca  | OK Poštar 064 Beograd |
| 3  | Ivana Đerisilo      | 08.08.83   | 24   | atakująca    | Eczacıbaşı SK Stambuł |
| 4  | Aleksandra Petrović | 01.07.87   | 20   | środkowa     | OK Jedinstvo Užice    |
| 5  | Nađa Ninković       | 01.11.91   | 16   | środkowa     | Crvena Zvezda Beograd |
| 6  | Jovana Brakočević   | 05.03.88   | 19   | atakująca    | OK Poštar 064 Beograd |
| 7  | Brižitka Molnar     | 28.07.85   | 22   | przyjmująca  | SCU Metal Galati      |
| 9  | Jovana Vesović      | 21.06.1987 | 20   | przyjmująca  | OK Jedinstvo Užice    |
| 10 | Maja Ogniejović     | 06.08.84   | 23   | rozgrywająca | SCU Metal Galati      |
| 13 | Maja Simanić        | 08.02.80   | 27   | rozgrywająca | Sahinbey Belediyesi   |
| 14 | Sladjana Erić       | 29.07.83   | 24   | środkowa     | VBC Volèro Zurych     |
| 18 | Suzana Cebić        | 09.11.84   | 23   | libero       | OK Jedinstvo Užice    |

### Skład reprezentacji Kuby
| Nr | Nazwisko                 | Data ur. | Wiek | Pozycja      | Klub            |
| -- | ------------------------ | -------- | ---- | ------------ | --------------- |
| 1  | Yumilka Ruiz Luaces      | 08.05.78 | 29   | przyjmująca  | Camaguey        |
| 2  | Yanelis Santos Alegne    | 30.03.86 | 21   | atakująca    | Ciego de Avilas |
| 3  | Nancy Carrillo de la Paz | 11.01.86 | 21   | środkowa     | Ciudad Habana   |
| 4  | Yenisei Gonzalez Diaz    | 22.08.83 | 24   | środkowa     | P.Habana        |
| 6  | Daimi Ramirez Echeverria | 08.10.83 | 24   | rozgrywająca | Camaguey        |
| 7  | Lisbet Arredondo Reyes   | 22.11.87 | 20   | libero       | Villa Clara     |
| 9  | Rachel Sánchez           | 09.01.89 | 18   | przyjmująca  | Pinar Del Rio   |
| 10 | Yusleyni Herrera Alvarez | 12.03.84 | 23   | przyjmująca  | Ciudad Habana   |
| 12 | Rosir Calderón Díaz      | 28.12.84 | 23   | atakująca    | Ciudad Habana   |
| 14 | Kenia Carcases Opon      | 22.01.86 | 21   | środkowa     | Holguin         |
| 15 | Yusidey Silié            | 11.11.84 | 23   | rozgrywająca | Ciudad Habana   |
| 18 | Zoila Barros Fernandez   | 16.08.76 | 32   | przyjmująca  | Ciudad Habana   |

## Program rozgrywek

### Grupa A
- Niemcy
- Holandia
- Rosja
- Serbia

| Dzień     | Mecz              | Wynik |
| --------- | ----------------- | ----- |
| 5 czerwca | Serbia – Holandia | 2:3   |
| 6 czerwca | Holandia – Niemcy | 3:2   |
|           | Rosja – Serbia    | 1:3   |
| 7 czerwca | Rosja – Niemcy    | 1:3   |
| 8 czerwca | Serbia – Niemcy   | 3:0   |
|           | Rosja – Holandia  | 0:3   |

#### Tabela
|     |          |       |              |                       |        |
| Lp. | Drużyna  | Mecze | Bilans setów | Bilans małych punktów | Punkty |
| 1.  | Holandia | 3     | 9-4          | 297-262               | 6      |
| 2.  | Serbia   | 3     | 8-4          | 277-240               | 5      |
| 3.  | Niemcy   | 3     | 5-7          | 263-267               | 4      |
| 4.  | Rosja    | 3     | 2-9          | 207-275               | 3      |

### Grupa B
- Polska
- Turcja
- Chiny
- Kuba

| Dzień     | Mecz            | Wynik |
| --------- | --------------- | ----- |
| 5 czerwca | Chiny – Turcja  | 3:1   |
|           | Polska – Kuba   | 0:3   |
| 6 czerwca | Chiny – Polska  | 3:0   |
| 7 czerwca | Turcja – Polska | 2:3   |
|           | Chiny – Kuba    | 2:3   |
| 8 czerwca | Kuba – Turcja   | 2:3   |

#### Tabela
|     |         |       |              |                       |        |
| Lp. | Drużyna | Mecze | Bilans setów | Bilans małych punktów | Punkty |
| 1.  | Chiny   | 3     | 8-4          | 267-234               | 5      |
| 2.  | Kuba    | 3     | 8-5          | 289-263               | 5      |
| 3.  | Turcja  | 3     | 6-8          | 296-310               | 4      |
| 4.  | Polska  | 3     | 3-8          | 210-255               | 4      |

### II runda
| Dzień     | Mecz            | Wynik |
| --------- | --------------- | ----- |
| 9 czerwca | Niemcy – Polska | 3:1   |
|           | Turcja – Rosja  | 3:0   |
|           | Holandia – Kuba | 0:3   |
|           | Chiny – Serbia  | 3:0   |

### Finały
| Dzień      | Mecz o 5. miejsce | Wynik |
| ---------- | ----------------- | ----- |
| 10 czerwca | Niemcy – Turcja   | 3:0   |
|            |                   |       |
|            | Mecz o 3. miejsce | Wynik |
|            | Holandia – Serbia | 3:1   |
|            |                   |       |
|            | Finał             | Wynik |
|            | Kuba – Chiny      | 0:3   |

### Klasyfikacja końcowa
- 1.  Chiny
- 2.  Kuba
- 3.  Holandia
- 4.  Serbia
- 5.  Niemcy
- 6.  Turcja
- 7.  Polska
- 8.  Rosja

### Wyróżnienia indywidualne
- MVP: Nancy Carillo de la Paz  Kuba
- Najlepsza punktująca: Neslihan Demir Darnel  Turcja
- Najlepsza atakująca:  Rosir Calderón Díaz  Kuba
- Najlepsza blokująca: Christiane Fürst  Niemcy
- Najlepsza obrona: Mariola Zenik  Polska
- Najlepsza przyjmująca: Zhang Xian  Chiny
- Najlepsza rozgrywająca: Wei Qiuyue  Chiny
- Najlepiej serwująca: Yanelis Rebeca Santos Allegne  Kuba